# Château d'Eijsden
Le château d'Eijsden est un château néerlandais situé à Laag-Caestert, commune d'Eijsden, dans la province du Limbourg néerlandais. Appelé également Laag-Caestert, le château est situé sur la Meuse.
Le parc est du paysagiste français Achille Duchêne (1866-1947).

## Histoire et propriétaires

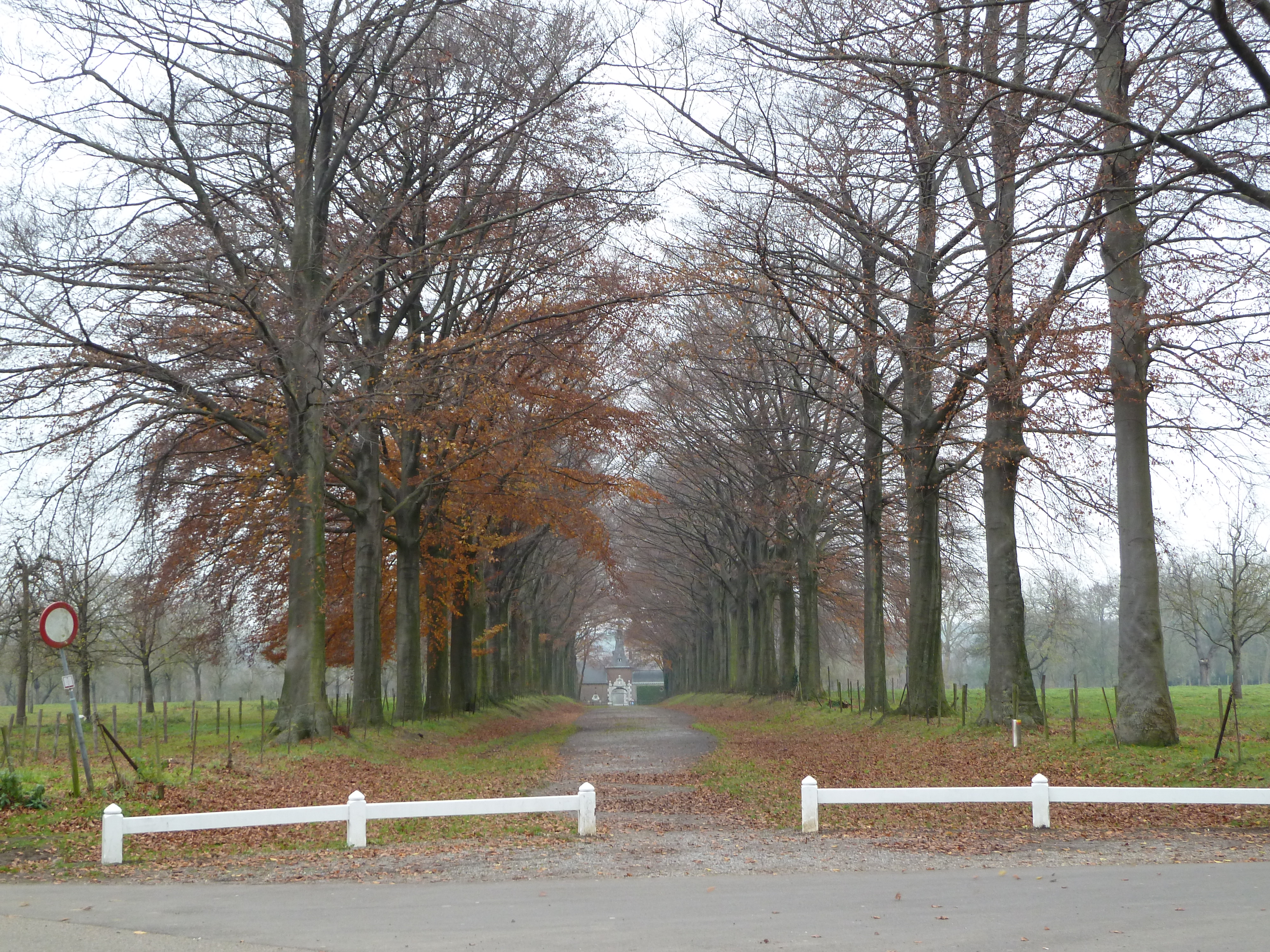
Photo d'une allée menant au chateau Eijsden

Au début du Moyen Âge, le château appartenait aux princes-évêques de Liège. En 1334, il est mentionné "den hof tot Esde" qui a été donné par le duc Jean III de Brabant à Thierry de Montjoie et Valkenburg. Ainsi le domaine d'Eijsden est entré dans la possession des seigneurs de Valkenburg en la personne de Walram II de Valkenburg. En 1558, Eijsden entre en possession d'Arnold II Huyn d'Amstenraedt (nl), seigneur de Geleen, drossard du Pays de Valkenburg, gouverneur de Maastricht (alors dans le Brabant) et capitaine général du Limbourg et du Pays d'Outremeuse.
Sa fille Anna a épousé Guillaume de Lamargelle (nl). Leur fils, Arnold de Lamargelle, fut celui qui remplaça l'ancienne cour par l'actuel château sous forme de jardin d'agrément en 1636. Par héritage, le château passa brièvement entre les mains de la famille Van Hoensbroeck, après le mariage d'Anton Ulrich Dominicus Hyacinthe des H.R.Rijksgraaf van Hoensbroeck-Oost (1676-1727) avec Maria Alexandrina Philippina Francisca Godefrida de la Margelle (1684-1713). Une fille de ce dernier, Isabella Adolpha Philippine des H.R.Rijksgravin van Hoensbroeck-Oost, dame d'Eijsden (1708-1742), a épousé Hubert Maur Ferdinand des H.R.Rijksgraaf de Geloes (1698-1763) en 1729, après quoi il est entré en possession par héritage de la famille De Geloes (nl). Les armoiries de cette famille sont situées sur le bassin situé sur le parvis.
La dernière descendante de la famille De Geloes a épousé le comte Marcel de Liedekerke en 1901. Leurs descendants habitent toujours le château.

## Description du château
Le château a été construit en 1636, reconstruit en 1767 et restauré de manière conforme à l'histoire en 1881-1886. Il se compose de deux ailes perpendiculaires qui se connectent au coin extérieur en une tour d'angle épaisse en saillie, qui est flanquée d'une tour d'escalier étroite. Les deux tours ont un toit de casque avec une flèche noueuse. Au bout de l'aile est, se trouve aussi un bâtiment en forme de tour, un corps de garde, avec une porte permettant le passage vers la cour. Au-dessus de cette porte se trouve l'année d'achèvement du château et les armoiries de l'alliance des familles De Lamargelle et von Bocholtz. Cette tour a également un toit de casque avec une pointe noueuse. L'ensemble est complètement entouré d'un canal inondé afin qu'il puisse être considéré comme un château d'eau. Le château est construit dans un style maniériste de la Renaissance mosane, avec des façades toutes richement recouvertes de couches de lard (bandes de pierre de Namur de couleur blanche entrecoupées de briques rouges), des encadrements de fenêtres en pierre de Namur et une corniche également en pierre de Namur.
Les rénovations de 1767 à 1770, réalisées par l'architecte liégeois Etienne Fayen, concernaient principalement l'intérieur du château et comprenaient des décors en stuc et des boiseries de style Louis XV au rez-de-chaussée et des portes supérieures peintes dans la salle à manger. Plus tard, les escaliers intérieurs et paliers du premier étage ont été exécutés dans le style Louis XVI. Dans ce château, il se trouve aussi une cheminée provenant du château d'Oost (nl).
Lors de la rénovation en 1881-1886, des cressons ont été ajoutés, la flèche de la tour d'angle a été renouvelée et la tourelle d'escalier a été dotée de la flèche noueuse. La façade sud a été dotée de fenêtres croisées en pierre bleue et la corniche a été partiellement rénovée. L'entrée du château a été rénovée dans le style néo-Renaissance en venant de la cour intérieure.
Au château se trouve un portail avec parvis, tous deux datés de 1649 et reconstruits après un incendie de cette année-là. Le bâtiment de la porte a un toit en casque avec une flèche noueuse et un cadre de porte en pierre bleue du côté du terrain. Ces bâtiments ont été restaurés en 1883-1885 avec la partie nord qui a été reconstruite.
Le parc, construit vers 1900, est librement accessible. Il a été créé par le célèbre paysagiste français de l'époque Achille Duchêne (1866-1947) en remplacement d'un parc de la fin du XVIIIe siècle. Seule la partie nord reste d'origine pour ce parc dans lequel se situe également une glacière du XVIIIe siècle. Dans le parc actuel, il y a un étang néo-rococo et un groupe de sculptures avec trois putti. Sur le mur sud de la terrasse se trouvent un certain nombre de bustes et de vases du jardin du château voisin d'Oost. L'une des statues représente le dieu berger Pan, un motif populaire de l'ancien régime.
En 1952, la tour avec la porte d'entrée sur le canal s'est effondrée. Mais cet édifice a été relevé à nouveau avec les rénovations de 1958.

## Anecdotes
- En 1672, le stathouder Guillaume III d'Orange avait établi son quartier général dans le château lors de son combat contre les Français (Siège de Maastricht de 1673). En 1676, il s'était de nouveau installé au château d'Eijsden.
- En 1748, le maréchal français, le comte Ulrich Friedrich Waldemar von Löwenthal, avait également son quartier général dans le château à la Bataille de Lauffeld. Après cette victoire, il devient gouverneur français de Maastricht.
- En 1995, la reine Beatrix est restée au château lors des célébrations de la Koninginnedag à Eijsden.

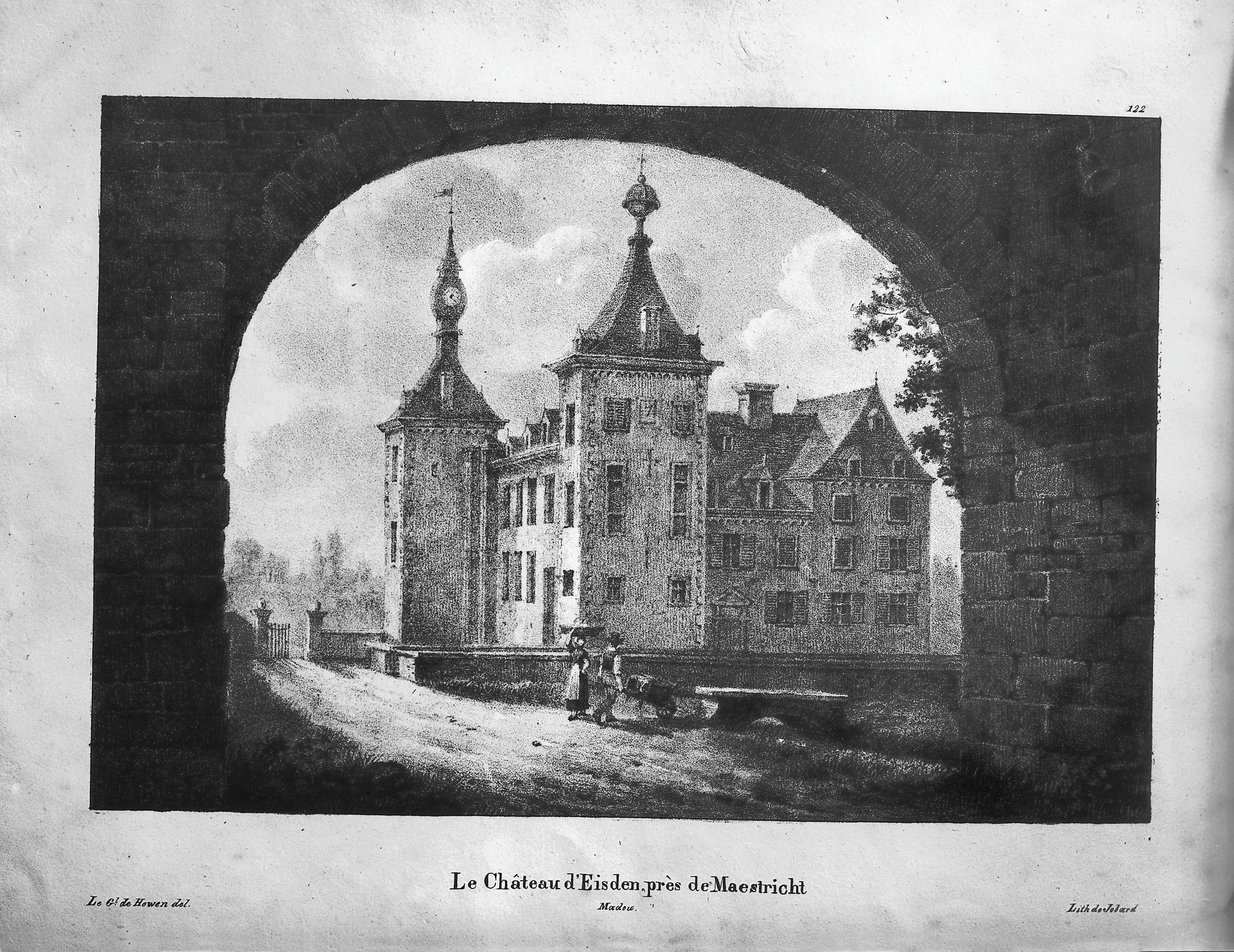
Le château d'Eijsden, lithographie n°122 tirée du Voyage Pittoresque de De Cloet
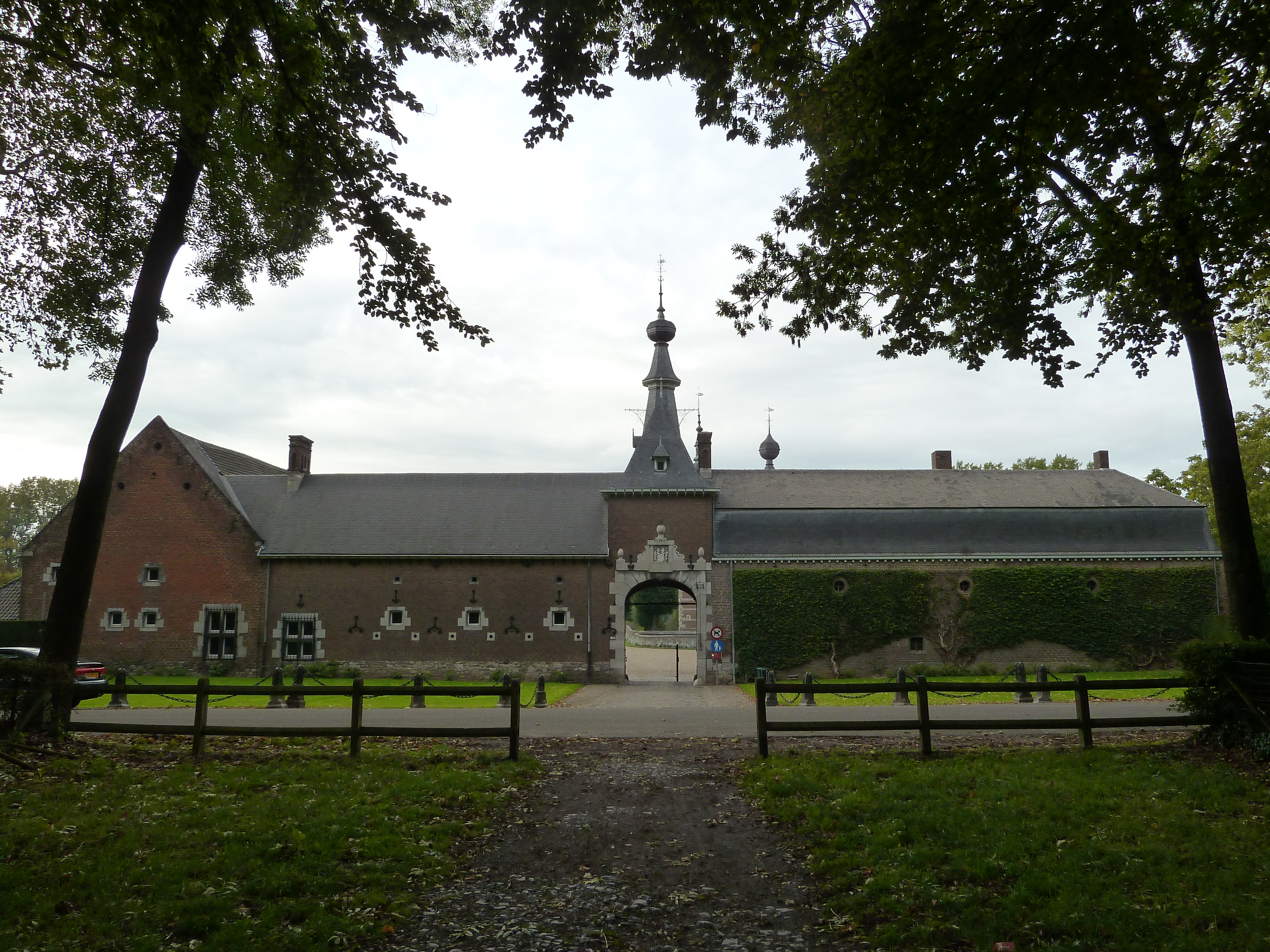
Vue extérieure du corps de garde
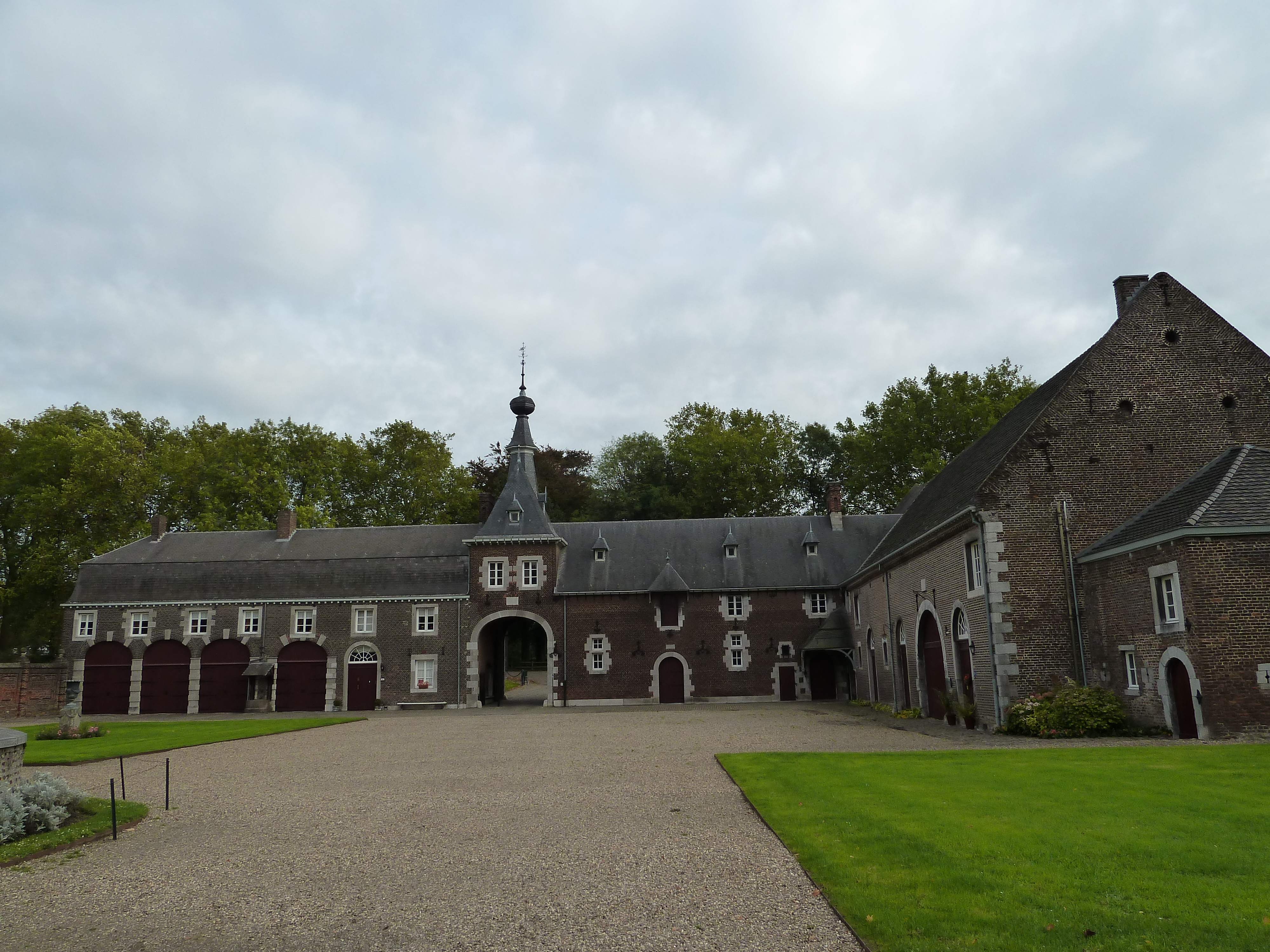
Vue intérieure du corps de garde
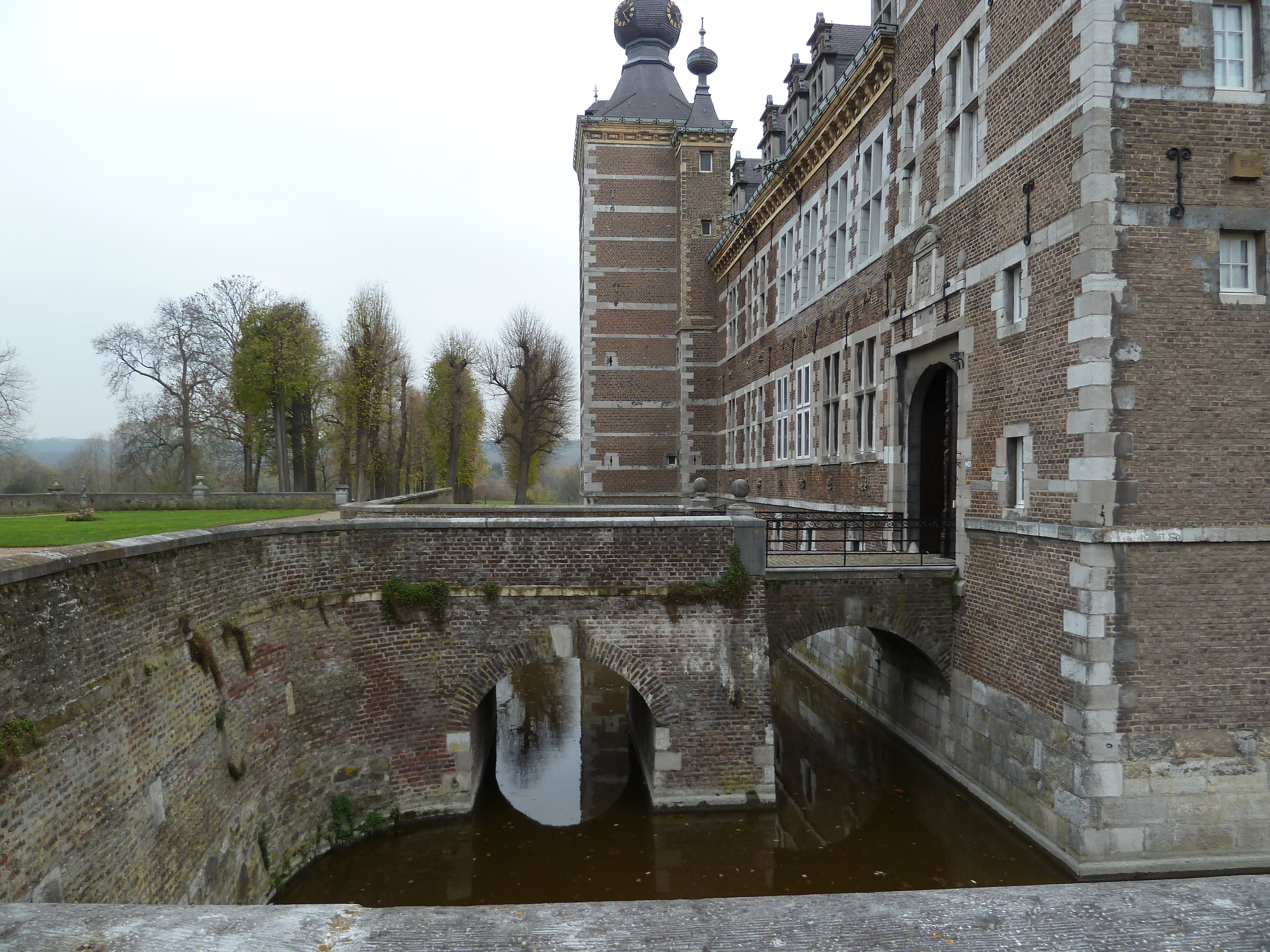
La douve du château et le pont dormant
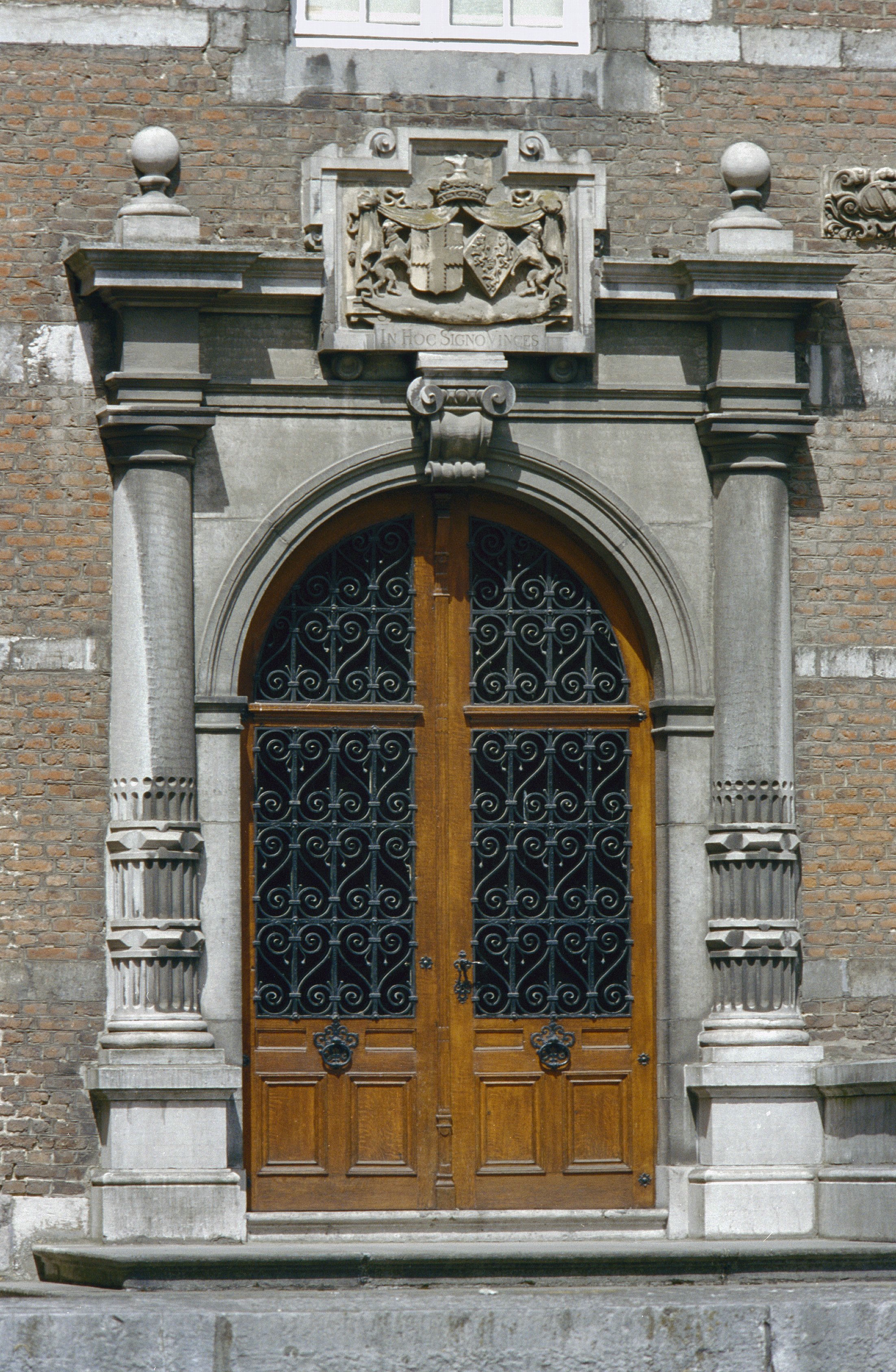
Vue d'ensemble de l'entrée du château proprement dit, située dans la cour du château. On reconnait les armoiries des De Lamargelle et von Bocholtz, avec la devise IN HOC SIGNO VINCES.
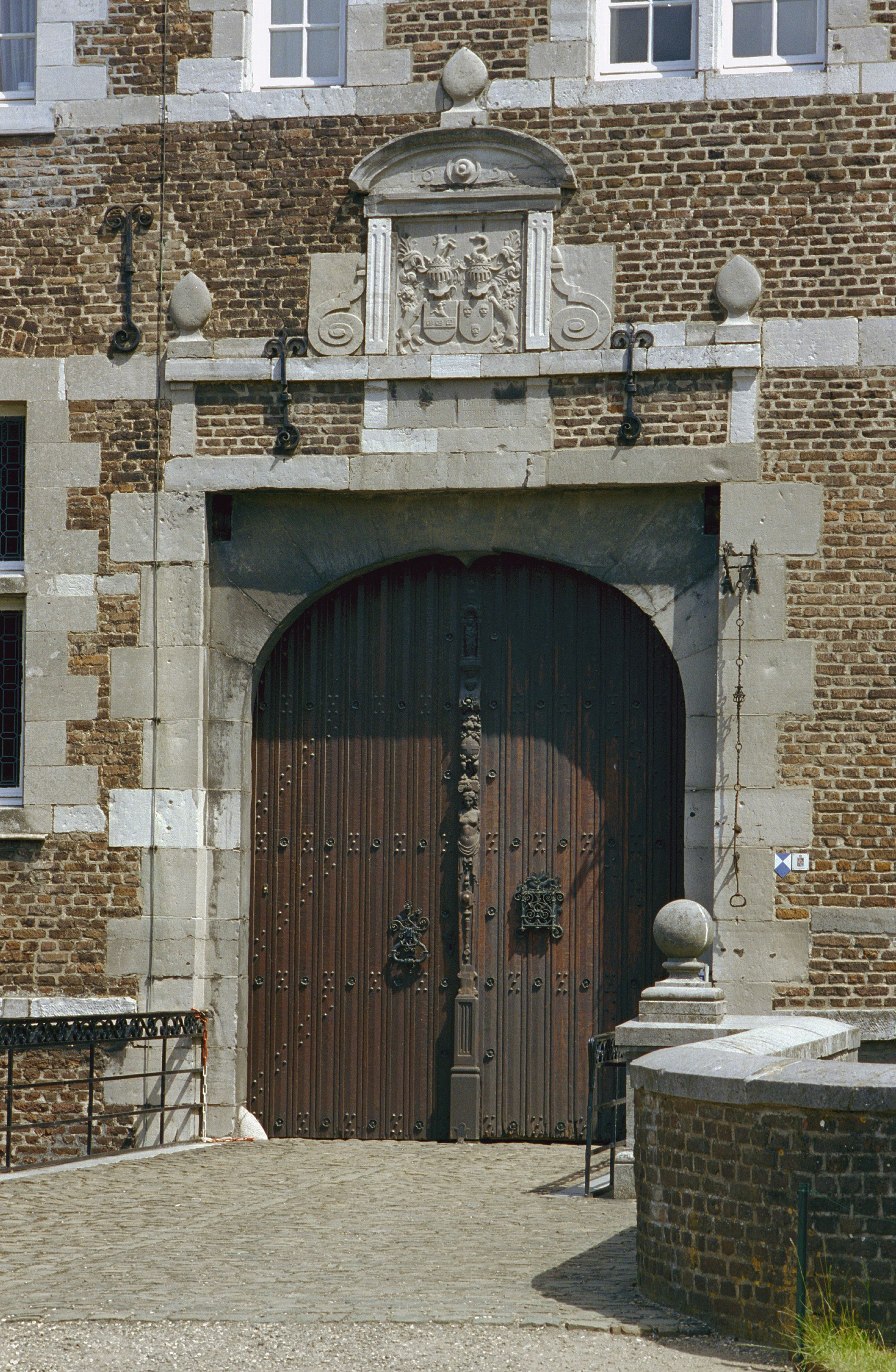
Vue d'ensemble de la porte menant au pavillon est avec les armoiries d'alliance au-dessus

## Sources
- E.W. Moes et K. Sluyterman, Nederlandsche kasteelen en hun historie. Premier tome. Amsterdam, 1912, pp. 131-154.
- Kastelen in Limburg. Burchten en landhuizen (1000-1800). Utrecht, 2005, pp. 495-498.